# Пептидные гормоны
Пептидные гормоны (небольшие пептиды, олигопептиды, простые белки, гликопротеины) — наиболее многочисленный и разнообразный по составу и вариабельный в сравнительно-биологическом плане класс гормональных соединений.
К числу пептидных гормонов, содержащих от 3 до 200 аминокислотных остатков, относятся все гормоны гипоталамуса и гормоны гипофиза, а также инсулин и глюкагон, секретируемые поджелудочной железой.